# Khadim Faye
Khadim Faye conhecido apenas como Khadim, (Dakar, 5 de setembro de 1970) é um ex-futebolista senegalês que atuava como goleiro. Atualmente, trabalha como treinador de goleiros

## Carreira
Estreou no futebol aos 20 anos, no ASC Diaraf, onde atuou entre 1991 e 1996, conquistando a Copa do Senegal poe 4 vezes, além do Campeonato Senegalês em 1995 e da Supercopa nacional, em 1991.
Seguiu o restante da carreira em Portugal, atuando por União de Montemor, Felgueiras e Boavista, com destaque para este último - embora tivesse jogado apenas 20 vezes em 6 temporadas pelos Axadrezados - era a terceira opção ao gol do Boavista, ficando atrás de Ricardo e William. A temporada 2004–05 foi a que Khadim entrou mais vezes em campo (9 jogos). Mesmo após a saída de Ricardo, permaneceu como terceiro goleiro depois que o Boavista contratou o angolano Carlos para a reserva de William em 2005. Encerrou sua carreira em 2007, aos 36 anos. Ele ainda chegou a entrar com ação contra o Boavista sobre a questão de atraso salarial em 2015, porém desistiu.

## Seleção
Foi convocado para defender a Seleção Senegalesa para uma edição da Copa Africana de
Nações em 1992, não jogando nenhuma partida.
Mesmo com 14 anos de carreira internacional, Khadim teve poucas chances no gol dos Leões de Teranga: foram apenas 3 jogos entre 1993 e 1996, não sendo convocado entre junho deste ano e julho de 2006. Seu último jogo na carreira foi um amistoso contra o Malaui, vencido por 3 a 2.

## Pós-aposentadoria
Entre 2011 e 2017, foi treinador de goleiros no Beijing Guoan, Tianjin Teda (ambos da China) e Al Shabab (Arábia Saudita).

## Títulos
ASC Diaraf
- Campeonato Senegalês: 4 (1992–93, 1993–94, 1994–95 e 1995–96)
- Copa do Senegal: 4 (1991, 1993, 1994 e 1995)
- Supercopa do Senegal: 1 (1991)

Boavista
- Primeira Liga: 1 (2000–01)